# Josep Manel Edo i Bellido
Josep Manel Edo i Bellido (Vilanova i la Geltrú, 18 de setembre de 1980) és un antic jugador d'hoquei sobre patins català de les dècades de 1990 i 2000.

## Trajectòria
Es va formar en les categories inferiors del FC Barcelona, i va anar pujant de categoria fins al primer equip. Era un jugador que sempre tenia una solució o un recurs. També va jugar en el Club Patí Vilanova, i en el Tenerife. Problemes cardíacs van provocar la seva retirada prematura de l'hoquei l'any 2006.
Va ser campió de món amb Catalunya al Campionat del Món "B" d'hoquei patins masculí 2004 i va jugar diversos Europeus i Mundials en categories inferiors de la selecció espanyola.
El seu pare és el també ex jugador Manel Edo.